# Terabit por segundo
Un terabit por segundo (Tbit/s o Tbit/s) es una unidad de tasa de transferencia equivalente a 1.000 gigabits por segundo, 1.000.000 megabits por segundo, 1.000.000.000 kilobits por segundo, o 1.000.000.000.000 bits por segundo.

## Unidades relacionadas
Otra unidad de tasa de transferencia es el terabyte por segundo (TB/s, TB/s, o TB/s).
Como "terabyte" tiene dos significados posibles, la relación de Tbit/s a TB/s puede ser cualquiera de las siguientes:
- Donde 1 terabyte se considera 1.000.000.000.000 bytes
  - 1 terabyte por segundo = 8 Tbit/s.
- Donde 1 terabyte se considera 1.099.511.627.776 bytes (como en el almacenamiento de archivos en el ordenador)
  - 1 terabyte por segundo ≈ 8,80  Tbit/s.

Por esta discrepancia, el uso de "bit-rates" está altamente recomendado para todas las discusiones de velocidades de transferencia, como bits por segundo (bps) está estandarizado en números decimal.
Otra unidad relacionada es el tebibit por segundo:this is all wrong
1012 bit/s = 1.000.000.000.000 bit/s = 1 Tbit/s (un terabit o un millón de millones de bits por segundo)
240 bit/s = 1.099.511.627.776 bit/s = 1 Tibit/s (un tebibit por segundo)